# A főnök epizódjainak listája
Ez a cikk A főnök című sorozat epizódjait listázza.

## Évados áttekintés
| Évad | Évad | Részek száma | Részek száma | Eredeti sugárzás | Eredeti sugárzás    | Eredeti adó | Magyar sugárzás      | Magyar sugárzás      | Magyar adó |
| Évad | Évad | Részek száma | Részek száma | Évadbemutató     | Évadzáró            | Eredeti adó | Évadbemutató         | Évadzáró             | Magyar adó |
| ---- | ---- | ------------ | ------------ | ---------------- | ------------------- | ----------- | -------------------- | -------------------- | ---------- |
|      | 1.   | 13           | 13           | 2005. június 13. | 2005. szeptember 5. | TNT         | 2006. szeptember 20. | 2007. január 3.      | RTL Klub   |
|      | 2.   | 15           | 15           | 2006. június 12. | 2006. december 4.   | TNT         | 2007. szeptember 19. | 2008. január 2.      | RTL Klub   |
|      | 3.   | 15           | 15           | 2007. június 18. | 2007. december 3.   | TNT         | 2008. szeptember 26. | 2009. január 23.     | RTL Klub   |
|      | 4.   | 15           | 15           | 2008. július 14. | 2009. február 23.   | TNT         | 2011. június 17.     | 2011. szeptember 23. | RTL Klub   |
|      | 5.   | 15           | 15           | 2009. június 8.  | 2009. december 21.  | TNT         | 2013. január 14.     | 2013. október 7.     | RTL Klub   |
|      | 6.   | 15           | 15           | 2010. július 12. | 2011. január 3.     | TNT         | 2014. augusztus 6.   | 2014. november 12.   | RTL Klub   |
|      | 7.   | 21           | 21           | 2011. július 11. | 2012. augusztus 13. | TNT         | 2015. július 3.      | 2015. november 24.   | RTL Klub   |

## Epizódok

### 1. évad (2005)
| Sor. | Év. | Cím                                              | Rendező          | Író                                                         | Premier                                | Nézettség   |
| ---- | --- | ------------------------------------------------ | ---------------- | ----------------------------------------------------------- | -------------------------------------- | ----------- |
| 1.   | 1.  | Az új főnök (Pilot)                              | Michael M. Robin | James Duff                                                  | 2005. június 13. 2006. szeptember 20.  | 7,03 millió |
| 2.   | 2.  | A modell halála (About Face)                     | Michael M. Robin | James Duff                                                  | 2005. június 20. 2006. szeptember 27.  | 5,57 millió |
| 3.   | 3.  | Összefonódások (The Big Picture)                 | Elodie Keene     | Nancy Miller                                                | 2005. június 27. 2006. október 4.      | 5,35 millió |
| 4.   | 4.  | Bújócska (Show Yourself)                         | Michael M. Robin | Wendy West                                                  | 2005. július 4. 2006. október 18.      | 3,78 millió |
| 5.   | 5.  | Gyulladáspont (Flashpoint)                       | Craig Zisk       | Rick Kellard                                                | 2005. július 11. 2006. október 25.     | 5,01 millió |
| 6.   | 6.  | Álomrandi (Fantasy Date)                         | Greg Yaitanes    | Roger Wolfson                                               | 2005. július 18. 2006. november 8.     | 4,91 millió |
| 7.   | 7.  | Egy bíró halála (You Are Here)                   | Gloria Muzio     | Hunt Baldwin és John Coveny                                 | 2005. július 25. 2006. november 15.    | 5,21 millió |
| 8.   | 8.  | Bűnbocsánat (Batter Up)                          | Arvin Brown      | James Duff                                                  | 2005. augusztus 1. 2006. november 22.  | 6,13 millió |
| 9.   | 9.  | Rend a lelke mindennek (Good Housekeeping)       | Michael M. Robin | Wendy West                                                  | 2005. augusztus 8. 2006. november 29.  | 5,39 millió |
| 10.  | 10. | Az inas tette (The Butler Did It)                | Tawnia McKiernan | Rick Kellard                                                | 2005. augusztus 15. 2006. december 6.  | 5,11 millió |
| 11.  | 11. | L.A. woman (LA Woman)                            | Rick Wallace     | Hunt Baldwin és John Coveny                                 | 2005. augusztus 22. 2006. december 13. | 5,28 millió |
| 12.  | 12. | Végzetes hiba (Fatal Retraction)                 | Gloria Muzio     | Történet: James Duff Tévéjáték: Wendy West és Roger Wolfson | 2005. augusztus 29. 2006. december 20. | 5,77 millió |
| 13.  | 13. | Hollywood-i gyilkosság (Standards and Practices) | Michael M. Robin | James Duff                                                  | 2005. szeptember 5. 2007. január 3.    | 6,39 millió |

### 2. évad (2006)
| Sor. | Év. | Cím                                                      | Rendező             | Író                         | Premier                                | Nézettség   |
| ---- | --- | -------------------------------------------------------- | ------------------- | --------------------------- | -------------------------------------- | ----------- |
| 14.  | 1.  | Kék vér (Blue Blood)                                     | Michael M. Robin    | James Duff és Mike Berchem  | 2006. június 12. 2007. szeptember 19.  | 8,28 millió |
| 15.  | 2.  | Anya csak egy van (Mom Duty)                             | Gloria Muzio        | Wendy West                  | 2006. június 19. 2007. szeptember 26.  | 6,11 millió |
| 16.  | 3.  | Fekete és fehér (Slippin')                               | Elodie Keene        | Hunt Baldwin és John Coveny | 2006. június 26. 2007. október 3.      | 5,60 millió |
| 17.  | 4.  | Keserű utóíz (Aftertaste)                                | Arvin Brown         | Steven Kane                 | 2006. július 3. 2007. október 10.      | 5,30 millió |
| 18.  | 5.  | Szolgálunk és védünk (To Protect & to Serve)             | Elodie Keene        | Adam Belanoff               | 2006. július 10. 2007. október 17.     | 6,40 millió |
| 19.  | 6.  | A leskelődő (Out of Focus)                               | Michael M. Robin    | Hunt Baldwin és John Coveny | 2006. július 17. 2007. október 24.     | 5,70 millió |
| 20.  | 7.  | Fejjel lefelé (Head Over Heels)                          | Matt Earl Beesley   | Wendy West                  | 2006. július 24. 2007. október 31.     | 6,63 millió |
| 21.  | 8.  | Egymáshoz kötözve (Critical Missing)                     | Rick Wallace        | James Duff és Mike Berchem  | 2006. július 31. 2007. november 7.     | 6,93 millió |
| 22.  | 9.  | Ártó szándék (Heroic Measures)                           | Nelson McCormick    | Adam Belanoff               | 2006. augusztus 7. 2007. november 14.  | 6,40 millió |
| 23.  | 10. | A másik nő (The Other Woman)                             | Lesli Linka Glatter | Steven Kane                 | 2006. augusztus 14. 2007. november 21. | 6,56 millió |
| 24.  | 11. | Hol a határ? (Borderline)                                | Rick Wallace        | Hunt Baldwin és John Coveny | 2006. augusztus 21. 2007. november 28. | 6,35 millió |
| 25.  | 12. | Tiltott kapcsolat (No Good Deed)                         | Charles Haid        | James Duff és Wendy West    | 2006. augusztus 28. 2007. december 5.  | 6,50 millió |
| 26.  | 13. | A túlzás határai (Overkill)                              | Michael M. Robin    | James Duff és Adam Belanoff | 2006. szeptember 4. 2007. december 12. | 7,60 millió |
| 27.  | 14. | A király szolgálatában 1. rész (Serving the King Part 1) | Arvin Brown         | Hunt Baldwin és John Coveny | 2006. december 4. 2007. december 19.   | 5,44 millió |
| 28.  | 15. | A király szolgálatában 2. rész (Serving the King Part 2) | Kevin Bacon         | James Duff és Mike Berchem  | 2006. december 4. 2008. január 2.      | 5,44 millió |

### 3. évad (2007)
| Sor. | Év. | Cím                                                         | Rendező          | Író                                                           | Premier                                | Nézettség   |
| ---- | --- | ----------------------------------------------------------- | ---------------- | ------------------------------------------------------------- | -------------------------------------- | ----------- |
| 29.  | 1.  | Családi ügyek (Homewrecker)                                 | Michael M. Robin | James Duff és Mike Berchem                                    | 2007. június 18. 2008. szeptember 26.  | 8,81 millió |
| 30.  | 2.  | A síron túl (Grave Doubt)                                   | Arvin Brown      | John Coveny és Hunt Baldwin                                   | 2007. június 25. 2008. október 3.      | 6,45 millió |
| 31.  | 3.  | Egy esküvő, egy temetés (Saving Face)                       | Michael Pressman | Adam Belanoff                                                 | 2007. július 2. 2008. október 10.      | 7,19 millió |
| 32.  | 4.  | Gyermekrablás (Ruby)                                        | Michael M. Robin | Történet: Mike Berchem Tévéjáték: Steven Kane                 | 2007. július 9. 2008. október 17.      | 7,41 millió |
| 33.  | 5.  | Hulla két keréken (The Round File)                          | Greer Shephard   | Michael Alaimo                                                | 2007. július 16. 2008. október 31.     | 6,85 millió |
| 34.  | 6.  | A balszerencse forgandó (Dumb Luck)                         | Elodie Keene     | Duppy Demetrius                                               | 2007. július 23. 2008. november 7.     | 7,29 millió |
| 35.  | 7.  | Négytől nyolcig (Four to Eight)                             | Arvin Brown      | Ken Martin                                                    | 2007. július 30. 2008. november 14.    | 7,67 millió |
| 36.  | 8.  | Embervadászat (Manhunt)                                     | Rick Wallace     | James Duff és Mike Berchem                                    | 2007. augusztus 6. 2008. november 21.  | 7,53 millió |
| 37.  | 9.  | Célkeresztben (Blindsided)                                  | Kevin Bacon      | John Coveny és Hunt Baldwin                                   | 2007. augusztus 13. 2008. november 28. | 7,36 millió |
| 38.  | 10. | Egy kínai üzletasszony halála (Culture Shock)               | Elodie Keene     | Adam Belanoff                                                 | 2007. augusztus 20. 2008. december 5.  | 7,72 millió |
| 39.  | 11. | Szeretők, ha találkoznak (Lover's Leap)                     | Jesse Bochco     | Steven Kane                                                   | 2007. augusztus 27. 2008. december 12. | 7,78 millió |
| 40.  | 12. | Míg a halál el nem választ 1. rész (Til Death Do Us Part 1) | Roger Young      | Történet: James Duff Tévéjáték: Michael Alaimo                | 2007. szeptember 3. 2008. december 19. | 8,17 millió |
| 41.  | 13. | Míg a halál el nem választ 2. rész (Til Death Do Us Part 2) | Michael M. Robin | Történet: James Duff Tévéjáték: Duppy Demetrius               | 2007. szeptember 10. 2009. január 9.   | 9,21 millió |
| 42.  | 14. | A legközelebbi hozzátartozó 1. rész (Next of Kin, Part 1)   | Scott Ellis      | Történet: Mike Berchem Tévéjáték: Hunt Baldwin és John Coveny | 2007. december 3. 2009. január 16.     | 6,05 millió |
| 43.  | 15. | A legközelebbi hozzátartozó 2. rész (Next of Kin, Part 2)   | James Duff       | Történet: Mike Berchem Tévéjáték: Adam Belanoff és James Duff | 2007. december 3. 2009. január 23.     | 6,05 millió |

### 4. évad (2008-2009)
| Sor. | Év. | Cím                                             | Rendező           | Író                          | Premier                                  | Nézettség   |
| ---- | --- | ----------------------------------------------- | ----------------- | ---------------------------- | ---------------------------------------- | ----------- |
| 44.  | 1.  | Tűzvész (Controlled Burn)                       | Michael M. Robin  | James Duff és Mike Berchem   | 2008. július 14. 2011. június 17.        | 7,81 millió |
| 45.  | 2.  | Cserbenhagyás (Speed Bump)                      | Arvin Brown       | Hunt Baldwin és John Coveny  | 2008. július 21. 2011. június 24.        | 7,06 millió |
| 46.  | 3.  | Sötét titkok (Cherry Bomb)                      | Rick Wallace      | Michael Alaimo               | 2008. július 28. 2011. július 1.         | 7,36 millió |
| 47.  | 4.  | Bedrótozva (Live Wire)                          | Elodie Keene      | Steven Kane                  | 2008. augusztus 4. 2011. július 8.       | 7,86 millió |
| 48.  | 5.  | Gyilkosság Provenza módra (Dial M For Provenza) | Arvin Brown       | Adam Belanoff                | 2008. augusztus 11. 2011. július 15.     | 6,42 millió |
| 49.  | 6.  | Eltűntnek nyilvánítva (Problem Child)           | Scott Ellis       | Duppy Demetrius              | 2008. augusztus 18. 2011. július 22.     | 6,44 millió |
| 50.  | 7.  | Hirtelen halál (Sudden Death)                   | Kevin Bacon       | Hunt Baldwin és John Coveny  | 2008. augusztus 25. 2011. július 29.     | 7,41 millió |
| 51.  | 8.  | Hajszál híján (Split Ends)                      | Roxann Dawson     | Ken Martin és Mike Berchem   | 2008. szeptember 1. 2011. augusztus 5.   | 8,05 millió |
| 52.  | 9.  | Áldás, békesség (Tijuana Brass)                 | Anthony Hemingway | James Duff és Mike Berchem   | 2008. szeptember 8. 2011. augusztus 12.  | 7,44 millió |
| 53.  | 10. | Időzített bomba (Time Bomb)                     | Michael M. Robin  | Steven Kane                  | 2008. szeptember 15. 2011. augusztus 19. | 7,63 millió |
| 54.  | 11. | Hinni kell! (Good Faith)                        | Elodie Keene      | Adam Belanoff                | 2009. január 26. 2011. augusztus 26.     | 6,24 millió |
| 55.  | 12. | Hulla a csomagtartóban (Junk in the Trunk)      | Scott Ellis       | Duppy Demetrius és Leo Geter | 2009. február 2. 2011. szeptember 2.     | 5,37 millió |
| 56.  | 13. | Szélmalomharc (Power of Attorney)               | Rick Wallace      | Michael Alaimo               | 2009. február 9. 2011. szeptember 9.     | 5,44 millió |
| 57.  | 14. | A médium (Fate Line)                            | James Duff        | Steven Kane                  | 2009. február 16. 2011. szeptember 16.   | 5,89 millió |
| 58.  | 15. | Az utolsó pillanatban (Double Blind)            | Matthew Penn      | Ken Martin és Leo Geter      | 2009. február 23. 2011. szeptember 23.   | 6,01 millió |

### 5. évad (2009)
| Sor. | Év. | Cím                                     | Rendező          | Író                                                       | Premier                                  | Nézettség   |
| ---- | --- | --------------------------------------- | ---------------- | --------------------------------------------------------- | ---------------------------------------- | ----------- |
| 59.  | 1.  | Gyilkos tévedés (Products of Discovery) | Michael M. Robin | Michael Alaimo                                            | 2009. június 8. 2013. január 14.         | 7,14 millió |
| 60.  | 2.  | Vérdíj (Blood Money)                    | Rick Wallace     | Steven Kane                                               | 2009. június 15. 2013. január 21.        | 6,47 millió |
| 61.  | 3.  | Bosszútól vezetve (Red Tape)            | Rick Wallace     | Duppy Demetrius                                           | 2009. június 22. 2013. január 28.        | 6,41 millió |
| 62.  | 4.  | Az informátor (Walking Back the Cat)    | Steve Robin      | Leo Geter                                                 | 2009. június 29. 2013. február 4.        | 6,29 millió |
| 63.  | 5.  | Az eltévedt golyó (Half Load)           | Roxann Dawson    | Ken Martin és Mike Berchem                                | 2009. július 6. 2013. március 11.        | 6,05 millió |
| 64.  | 6.  | Veszélyes showbiznisz (Tapped Out)      | Adam Arkin       | Adam Belanoff                                             | 2009. július 13. 2013. március 18.       | 6,59 millió |
| 65.  | 7.  | Három dobás (Strike Three)              | Nelson McCormick | Steven Kane                                               | 2009. július 20. 2013. március 25.       | 6,60 millió |
| 66.  | 8.  | Végső igazság (Elysian Fields)          | Nicole Kassell   | Michael Alaimo                                            | 2009. július 27. 2013. augusztus 12.     | 7,45 millió |
| 67.  | 9.  | Aki bújt, aki nem (Identity Theft)      | Rick Wallace     | Történet: Ken Martin Tévéjáték: James Duff és Steven Kane | 2009. augusztus 3. 2013. augusztus 26.   | 6,98 millió |
| 68.  | 10. | Hullaszag (Smells Like Murder)          | Michael M. Robin | Duppy Demetrius                                           | 2009. augusztus 10. 2013. szeptember 2.  | 6,95 millió |
| 69.  | 11. | Anyai ösztönök (Maternal Instincts)     | David McWhirter  | Leo Geter                                                 | 2009. augusztus 17. 2013. szeptember 9.  | 7,31 millió |
| 70.  | 12. | Versenyszellem (Waivers of Extradition) | Kevin Bacon      | Adam Belanoff                                             | 2009. augusztus 24. 2013. szeptember 16. | 7,39 millió |
| 71.  | 13. | Ilyen az élet (The Life)                | Steve Robin      | Hunt Baldwin és John Coveny                               | 2009. december 7. 2013. szeptember 23.   | 6,18 millió |
| 72.  | 14. | A nagy átváltozás (Make Over)           | Rick Wallace     | Michael Alaimo                                            | 2009. december 14. 2013. szeptember 30.  | 5,45 millió |
| 73.  | 15. | Bűnös vagy áldozat? (Dead Man's Hand)   | James Duff       | Duppy Demetrius és Ken Martin                             | 2009. december 21. 2013. október 7.      | 5,97 millió |

### 6. évad (2010-2011)
| Sor. | Év. | Cím                                            | Rendező          | Író                           | Premier                                  | Nézettség   |
| ---- | --- | ---------------------------------------------- | ---------------- | ----------------------------- | ---------------------------------------- | ----------- |
| 74.  | 1.  | A nagy bumm (The Big Bang)                     | Rick Wallace     | James Duff és Mike Berchem    | 2010. július 12. 2014. augusztus 6.      | 7,66 millió |
| 75.  | 2.  | Dada kerestetik (Help Wanted)                  | Nelson McCormick | Steven Kane                   | 2010. július 19. 2014. augusztus 13.     | 6,97 millió |
| 76.  | 3.  | Család vagy karrier? (In Custody)              | Michael M. Robin | Michael Alaimo                | 2010. július 26. 2014. augusztus 20.     | 6,75 millió |
| 77.  | 4.  | Menetrend szerint (Layover)                    | Steve Robin      | Adam Belanoff                 | 2010. augusztus 2. 2014. augusztus 27.   | 6,94 millió |
| 78.  | 5.  | Szívroham (Heart Attack)                       | Roxann Dawson    | Ken Martin                    | 2010. augusztus 9. 2014. szeptember 3.   | 7,21 millió |
| 79.  | 6.  | Horogra akadva (Off the Hook)                  | Michael M. Robin | Duppy Demetrius               | 2010. augusztus 16. 2014. szeptember 10. | 6,82 millió |
| 80.  | 7.  | Szokatlan akció (Jump the Gun)                 | David McWhirter  | Leo Geter                     | 2010. augusztus 23. 2014. szeptember 17. | 7,04 millió |
| 81.  | 8.  | Háborús zóna (War Zone)                        | Steve Robin      | Michael Alaimo                | 2010. augusztus 30. 2014. szeptember 24. | 7,61 millió |
| 82.  | 9.  | Az utolsó némberig (Last Woman Standing)       | Stacey K. Black  | Steven Kane                   | 2010. szeptember 6. 2014. október 1.     | 7,92 millió |
| 83.  | 10. | A nagy balhé (Executive Order)                 | Michael M. Robin | Adam Belanoff                 | 2010. szeptember 13. 2014. október 8.    | 7,21 millió |
| 84.  | 11. | Rossz pénz nem vész el (Old Money)             | Nelson McCormick | Hunt Baldwin és John Coveny   | 2010. december 6. 2014. október 15.      | 5,82 millió |
| 85.  | 12. | Tiszta ügy (High Crimes)                       | Nicole Kassell   | Ralph Gifford és Carson Moore | 2010. december 13. 2014. október 22.     | 5,46 millió |
| 86.  | 13. | Égető bizonyíték 1. rész (Living Proof Part 1) | Rick Wallace     | Leo Geter                     | 2010. december 20. 2014. október 28.     | 5,40 millió |
| 87.  | 14. | Égető bizonyíték 2. rész (Living Proof Part 2) | James Duff       | Michael Alaimo és Steven Kane | 2010. december 27. 2014. november 5.     | 6,51 millió |
| 88.  | 15. | Piszkos játszma (An Ugly Game)                 | Sheelin Choksey  | Duppy Demetrius               | 2011. január 3. 2014. november 12.       | 6,63 millió |

### 7. évad (2011-2012)
| Sor. | Év. | Cím                                                | Rendező           | Író                           | Premier                                  | Nézettség   |
| ---- | --- | -------------------------------------------------- | ----------------- | ----------------------------- | ---------------------------------------- | ----------- |
| 89.  | 1.  | Hét probléma (Unknown Trouble)                     | Nelson McCormick  | Michael Alaimo                | 2011. július 11. 2015. július 3.         | 7,23 millió |
| 90.  | 2.  | Belső vizsgálat (Repeat Offender)                  | Steve Robin       | Steven Kane                   | 2011. július 18. 2015. július 10.        | 6,47 millió |
| 91.  | 3.  | Talált pénz (To Serve With Love)                   | Michael Pressman  | Adam Belanoff                 | 2011. július 25. 2015. július 18.        | 6,15 millió |
| 92.  | 4.  | Teljes kontroll (Under Control)                    | Rick Wallace      | Duppy Demetrius               | 2011. augusztus 1. 2015. július 24.      | 6,55 millió |
| 93.  | 5.  | Bocsásd meg vétkeinket (Forgive Us Our Trespasses) | Roxann Dawson     | Leo Geter és Jim Leonard      | 2011. augusztus 8. 2015. augusztus 1.    | 6,50 millió |
| 94.  | 6.  | Biztos alap (Home Improvement)                     | Sheelin Choksey   | James Duff és Mike Berchem    | 2011. augusztus 15. 2015. augusztus 8.   | 6,73 millió |
| 95.  | 7.  | Családi ügy (A Family Affair)                      | Anthony Hemingway | Michael Alaimo                | 2011. augusztus 22. 2015. augusztus 15.  | 6,57 millió |
| 96.  | 8.  | A célpont (Death Warrant)                          | Steve Robin       | Steven Kane                   | 2011. augusztus 29. 2015. augusztus 24.  | 6,83 millió |
| 97.  | 9.  | Hullócsillag (Star Turn)                           | Stacey K. Black   | Leo Geter                     | 2011. szeptember 5. 2015. augusztus 31.  | 7,17 millió |
| 98.  | 10. | Forró nyomon (Fresh Pursuit)                       | Michael M. Robin  | Adam Belanoff                 | 2011. szeptember 12. 2015. szeptember 7. | 6,15 millió |
| 99.  | 11. | A szükséges rossz (Necessary Evil)                 | Nelson McCormick  | Duppy Demetrius               | 2011. november 28. 2015. szeptember 15.  | 5,40 millió |
| 100. | 12. | Hull a télapó (You Have the Right to Remain Jolly) | Rick Wallace      | James Duff és Michael Alaimo  | 2011. december 5. 2015. szeptember 22.   | 4,85 millió |
| 101. | 13. | Rokonok (Relative Matters)                         | David McWhirter   | Ken Martin                    | 2011. december 12. 2015. szeptember 29.  | 5,30 millió |
| 102. | 14. | Józanságra ítélve (Road Block)                     | Nelson McCormick  | Jim Leonard                   | 2011. december 19. 2015. október 6.      | 5,81 millió |
| 103. | 15. | A Johnson szabály (Silent Partner)                 | Arvin Brown       | James Duff és Mike Berchem    | 2011. december 26. 2015. október 13.     | 6,16 millió |
| 104. | 16. | Szemtől szemben (Hostile Witness)                  | Steve Robin       | Steven Kane                   | 2012. július 9. 2015. október 20.        | 6,15 millió |
| 105. | 17. | Bolondok aranya (Fool's Gold)                      | Jon Tenney        | Ralph Gifford és Carson Moore | 2012. július 16. 2015. október 27.       | 6,36 millió |
| 106. | 18. | A csodaszer (Drug Fiend)                           | Paul McCrane      | Duppy Demetrius               | 2012. július 23. 2015. november 3.       | 5,84 millió |
| 107. | 19. | Az utolsó kenet (Last Rites)                       | David McWhirter   | Leo Geter                     | 2012. július 30. 2015. november 10.      | 5,77 millió |
| 108. | 20. | Az informátor (Armed Response)                     | Michael M. Robin  | Steven Kane és Jim Leonard    | 2012. augusztus 6. 2015. november 17.    | 6,00 millió |
| 109. | 21. | Az utolsó szó jogán (The Last Word)                | Michael M. Robin  | James Duff és Mike Berchem    | 2012. augusztus 13. 2015. november 24.   | 9,08 millió |